# نیکلاس بیدل
نیکلاس بیدل (۱۰ سپتامبر ۱۷۵۰ &ndash ۷ مارس ۱۷۷۸) یکی از پنج فرماندهٔ اول نیروی دریایی ارتش قاره‌ای بود که توسط کنگرهٔ قاره‌ای در طول جنگ انقلابی آمریکا انتخاب شده بود. بیدل در سال ۱۷۵۰ در فیلادلفیا متولد شد. وی از ۱۳ سالگی شروع به قایقرانی کرد و هنگامی که به بیست سالگی رسید به عضویت نیروی دریایی پادشاهی بریتانیا پیوست. در سال ۱۷۷۳، او همراه با کنستانتین فیپس و هوریشیو نلسون به قطب شمال رفت. با شروع جنگ انقلابی در سال ۱۷۷۵، بیدل به نیروی دریایی قاره‌ای پیوست و در چندین کشتی فرماندهی کرد. در سال ۱۷۷۸ در ساحل باربادوس، بیدل با اچ‌امس‌یارموث رو به رو شد یارموث، یک کشتی جنگی انگلیسی با ۶۴ اسلحه بود. پس از یک جنگ بیست دقیقه‌ای کشتی بیدل، یواس‌اس رندولف به‌طور ناگهانی منفجر شد. در این حادثه او و اکثر خدمه‌اش کشته شدند. چهار کشتی از نیروی دریایی ایالات متحده به افتخار وی نامگذاری شده‌است.

## در فرهنگ عامه
نیکلاس بیدل در بازی ویدیویی اساسینز کرید ۳ به عنوان هدف اصلی ماموریت‌های نیروی دریایی حضور دارد. او در طول انقلاب آمریکا کاپیتان تمپلارها در یواس‌اس رندولف است. صداگذاری شخصیت او توسط فرد تاتاسیوور انجام شده‌است.